# Euquèria
Euquèria, en llatí Eucheria fou una poeta romana autora de 16 poemes elegíacs, en què apareixen una sèrie de situacions absurdes. Sembla que en va prendre la idea de Virgili. Se li atribueix també un poema sobre l'harmonia entre els contraris. Es creu que va viure a la Gàl·lia al segle v o VI.